# Saison 5 de Fargo
 (janvier 2024).
La mise en forme du texte ne suit pas les recommandations de Wikipédia : il faut le « wikifier ».
Les points d'amélioration suivants sont les cas les plus fréquents. Le détail des points à revoir est peut-être précisé sur la page de discussion.
- Les titres sont pré-formatés par le logiciel. Ils ne sont ni en capitales, ni en gras.
- Le texte ne doit pas être écrit en capitales (les noms de famille non plus), ni en gras, ni en italique, ni en « petit »…
- Le gras n'est utilisé que pour surligner le titre de l'article dans l'introduction, une seule fois.
- L'italique est rarement utilisé : mots en langue étrangère, titres d'œuvres, noms de bateaux, etc.
- Les citations ne sont pas en italique mais en corps de texte normal. Elles sont entourées par des guillemets français : « et ».
- Les listes à puces sont à éviter, des paragraphes rédigés étant largement préférés. Les tableaux sont à réserver à la présentation de données structurées (résultats, etc.).
- Les appels de note de bas de page (petits chiffres en exposant, introduits par l'outil «  Source ») sont à placer entre la fin de phrase et le point final[comme ça].
- Les liens internes (vers d'autres articles de Wikipédia) sont à choisir avec parcimonie. Créez des liens vers des articles approfondissant le sujet. Les termes génériques sans rapport avec le sujet sont à éviter, ainsi que les répétitions de liens vers un même terme.
- Les liens externes sont à placer uniquement dans une section « Liens externes », à la fin de l'article. Ces liens sont à choisir avec parcimonie suivant les règles définies. Si un lien sert de source à l'article, son insertion dans le texte est à faire par les notes de bas de page.
- La présentation des références doit suivre les conventions bibliographiques. Il est recommandé d'utiliser les modèles {{Ouvrage}}, {{Chapitre}}, {{Article}}, {{Lien web}} et/ou {{Bibliographie}}. Le mode d'édition visuel peut mettre en forme automatiquement les références.
- Insérer une infobox (cadre d'informations à droite) n'est pas obligatoire pour parachever la mise en page.

Pour une aide détaillée, merci de consulter Aide:Wikification.
Si vous pensez que ces points ont été résolus, vous pouvez retirer ce bandeau et améliorer la mise en forme d'un autre article.
Chronologie
Saison 4
La cinquième saison de Fargo, une série télévisée américaine du genre comédie noire/drame policier, créée par Noah Hawley, sort le 21 novembre 2023, sur la chaîne américaine FX. Elle compte 10 épisodes.
En tant qu’anthologie, chaque saison de Fargo développe une nouvelle narration indépendante des précédentes. Elles suivent une panoplie de nouveaux personnages à des époques et des environnements différents, la seule connexion entre chaque saison est l’univers de Fargo. Cette saison se passe dans le Minnesota et le Dakota du Nord pendant l’automne 2019. Juno Temple incarne Dorothy « Dot » Lyon, une femme au foyer vivant à Scandia, dont le passé mystérieux revient la hanter après une altercation avec les autorités. Jon Hamm incarne un Shériff du Dakota du Nord nommé Roy Tillman, à la recherche de Dot depuis longtemps. Jennifer Jason Leigh joue Lorraine Lyon, la belle mère conservatrice de Dot. Joe Keery joue Gator Tillman, le fils de Roy, Lamorne Morris est le policier Witt Farr, et Sam Spruell incarne le mystérieux Ole Munch.
Cette saison reçoit de bonnes critiques et est nommée pour trois Golden Globes, dont celui de la meilleure mini-série ou du meilleur téléfilm, celui de la meilleure actrice pour Juno Temple et du meilleur acteur pour Jon Hamm.

## Distribution

### Acteurs principaux
- Juno Temple : Dorothy « Dot » Lyon / Nadine Bump, une femme au foyer apparemment ordinaire de Scandia, Minnesota, qui est hantée par son passé après avoir accidentellement attiré l'attention des autorités.
- Jennifer Jason Leigh dans le rôle de Lorraine Lyon, la belle-mère riche et froide de Dot ; connue sous le nom de « Reine de la dette », elle est la PDG de la plus grande agence de recouvrement de créances aux États-Unis.
- David Rysdahl est Wayne Lyon, le mari fragile mais aimant de Dot qui dirige une concession KIA.
- Joe Keery est Gator Tillman, l’impertinent fils de Roy mais aussi l’adjoint du shériff du comté de Stark au Dakota du Nord.
- Lamorne Morris est Witt Farr, un agent de police du Dakota du Nord qui croise la route de « Dot » alors qu’elle fuit ses ravisseurs.
- Richa Moorjani est Indira Olmstead, l’adjointe du shériff de Scandia qui mène une enquête autour de « Dot ».
- Sam Spruell est Ole Munch, un criminel mystérieux et dangereux qui veut se venger à la fois de « Dot » et de Tillman, c’est probablement un purificateur religieux de 500 ans.
- Sienna King est Scotty Lyon, la fille de « Dot » et Wayne.
- Dave Foley est Danish Graves, l’avocat de Lorraine.
- Jon Hamm : Roy Tillman, est un révérend/fermier puissant, corrompu mais aussi le Shériff du comté de Stark, c’est aussi un polygame, mari séparé de Nadine, et il souhaite la kidnapper.

### Acteurs récurrents
- Lukas Gage : Lars Olmstead, le peu attentionné mari d’Indira, coureur de jupon et golfeur pro en devenir.
- Kudjo Fiakpui : Jerome, le garde du corps de Lorraine.
- James Madge : Mick Thigpen, le procureur général du Minnesota, parent de Lorraine.
- Jan Bos : Wink Lyon, le mari de Lorraine, père de Wayne, et beau père de « Dot ».
- Rebecca Liddiard : Karen Tillman, la femme du moment de Roy.
- Michael Copeman : Odin Little, le leader de la milice local et le père de Karen.
- Conrad Coates : Bowman.
- Sally Bishop : Brandy.
- Erik Ermantrout : Pace.
- Stephen Joffe : Lemley.
- Clare Coulter : Irma, une vieille femme dans la maison de laquelle Munch apparait.
- Steven McCarthy : Jordan Seymore, un patient atteint d’un cancer au Walter Mondale Medical Center.
- Paul McGillion : Captain Muscavage, le patron d’Indira.
- Nick Gomez : Tony Joaquin, un agent du FBI de Fargo qui enquête sur les abus de pouvoir de Roy.
- Jessica Pohly : Meyer, un agent du FBI partenaire de Joaquin.

### Invités
- Devon Bostick : Donald Ireland, un criminel indépendant engagé par Munch pour l'assister sur une mission.
- Brendan Fletcher est le vendeur de Gun World.
- Jason Schwartzman, alias « Le Tigre », le narrateur.
- Kari Matchett : Linda Tillman, la première épouse de Roy et la mère de Gator.

## Épisodes

### Épisode 1: La tragédie des communs
- États-Unis : 21 novembre 2023

### Épisode 2: Le parcours du combattant
- États-Unis : 21 novembre 2023

### Épisode 3: L’ironie des intermédiaires
- États-Unis : 28 novembre 2023

### Épisode 4: Le paradoxe du menteur
- États-Unis : 5 décembre 2023

### Épisode 5: Le Tigre
- États-Unis : 12 décembre 2023

### Épisode 6: Le Tendre piège
- États-Unis : 19 décembre 2023

### Épisode 7: Linda
- États-Unis : 19 décembre 2023

### Épisode 8: Couverture
- États-Unis : 19 décembre 2023

### Épisode 9: La main inutile
- États-Unis : 9 janvier 2024

### Épisode 10: Bisquik
- États-Unis : 16 janvier 2024

## Production

### Développement
À la suite du dernier épisode de la quatrième saison, Storia Americana, le créateur de la série Noah Hawley s’est exprimé ainsi : « Le danger est de rester plus longtemps que prévu. Pour que cela fonctionne il faut que j’ai une idée claire dans ma tête, et que cela soit digne d’intégrer les 41 heures. Je ne souhaite pas créer une autre saison si je ne me dis pas oh, il faut absolument que je la fasse, ça sera la meilleure ! » En mars 2021 il ajoute : « je m’y mets l’année prochaine. »
En février 2022, FX renouvelle officiellement la série pour une cinquième saison. Hawley déclare : « On a toujours un équilibre entre l’aspect dramatique et l’aspect comique, ici on est plus sur l’aspect comique. Je l’adore. »

### Distribution
En juin 2022, Juno Temple, Jon Hamm et Jennifer Jason Leigh ont été confirmés comme acteurs principaux de la saison. En août 2022, Joe Keery, Lamorne Morris et Richa Moorjani rejoignent la série.
En octobre 2022, David Rysdahl, Sam Spruell, Jessica Pohly et Nick Gomez rejoigne la serie. Le mois suivant, la participation de Dave Foley a été confirmée, rejoins également par Lukas Gage en janvier 2023,.

### Tournage
Le tournage de la saison a commencé le 17 octobre 2022.

## Sortie

### Comunication
Le 25 octobre 2023, FX Networks a publié la bande-annonce complète de la saison.

### Diffusion
Les deux premiers épisodes de la saison ont été diffusés sur FX le 21 novembre 2023, puis le reste l'a été à un rythme hebdomadaire. Initialement prévue pour septembre 2023, la saison a été retardée en raison des grèves à Hollywood.

## Réception

### Critiques
Sur Rotten Tomatoes, la saison a un taux de 96 % sur la base de 49 avis avec une note moyenne de 8,5/10. On peut lire : « Un retour aux sources avec une Juno Temple envoûtante et une épaisse tranche de Hamm, la saison cinq de Fargo est un superbe retour à la forme d'origine. » Sur Metacritic, la saison a une note moyenne  de 80 sur 100, basée sur 34 critiques, « généralement favorables ».

### Recompenses
| Cérémonie                                     | Catégorie                                     | Candidat(s) | Résultat | Ref. |
| --------------------------------------------- | --------------------------------------------- | ----------- | -------- | ---- |
| 14e Prix de télévision du choix des critiques | Meilleur film/mini-série                      | Fargo       |          |      |
| 14e Prix de télévision du choix des critiques | Meilleure actrice dans un film/une mini-série | Juno Temple |          |      |
| 81e cérémonie des Golden Globes               | Meilleure mini-série ou téléfilm              | Fargo       |          |      |
| 81e cérémonie des Golden Globes               | Meilleur acteur – Minisérie ou téléfilm       | Jon Hamm    |          |      |
| 81e cérémonie des Golden Globes               | Meilleure actrice – Minisérie ou téléfilm     | Juno Temple |          |      |